# Fëdor Terent'ev
Fëdor Michajlovič Terent'ev (in russo Фёдор Михайлович Терентьев?; Padany, 4 ottobre 1925 – Leningrado, 20 gennaio 1963) è stato un fondista sovietico.

## Palmarès

### Olimpiadi invernali
- Oro a Cortina d'Ampezzo 1956 nella staffetta 4x10 km.
- Bronzo a Cortina d'Ampezzo 1956 nei 50 km.

### Mondiali
- Argento a Falun 1954 nella staffetta 4x10 km.
- Argento a Lahti 1958 nella staffetta 4x10 km.